# 觀塘魚類批發市場

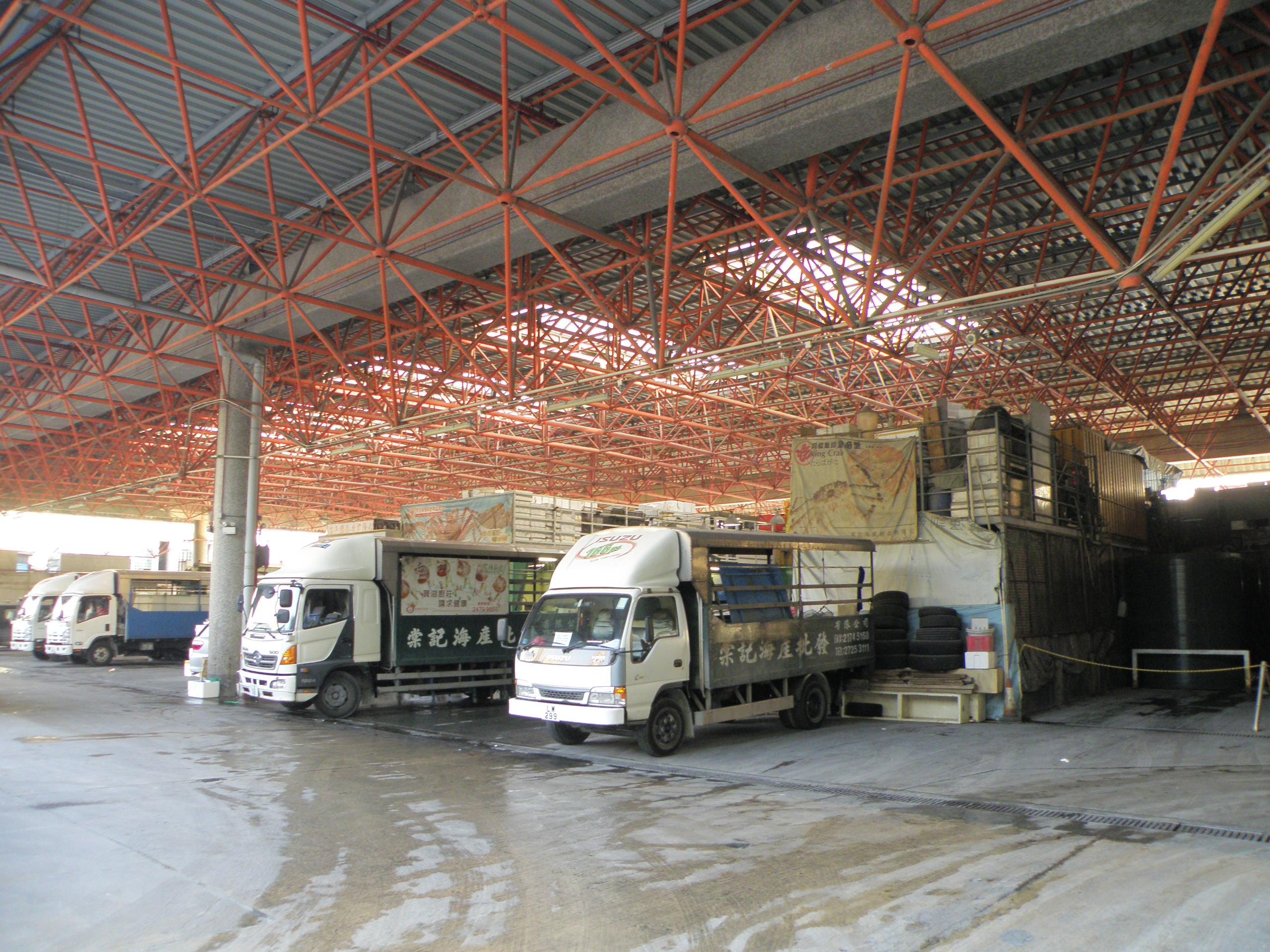
觀塘魚類批發市場

觀塘魚類批發市場（英語：Kwun Tong Wholesale Fish Market，簡稱觀塘魚市場，又名油塘魚類批發市場）是香港魚類統營處轄下的魚類批發市場，位於九龍東觀塘區油塘南岸，觀塘仔灣與三家村避風塘之間的海岸，地址為東源街10號。
觀塘魚類批發市場佔地約4,200平方米，單層結構，除了批銷海鮮和冰鮮海魚這個主要用途之外，還有海水供應服務。